# 無頼の群
『無頼の群』（ぶらいのむれ、The Bravados）は、1958年のアメリカ合衆国の西部劇映画。
監督はヘンリー・キング、主演はグレゴリー・ペック。
妻を4人組の暴漢に殺された男の復讐劇。原作はフランク・オルークの小説『The Bravados』。

## ストーリー
アメリカ南西部の村リオ・アリバで、銀行強盗を働いた4人の凶漢ザッカリー、テイラー、パラル、ルーファンが処刑されようとしていた。だが、そこに現れた死刑執行人のシムズは保安官を刺して重傷を負わせると、自らは射殺されたが、その騒ぎの最中に4人は逃亡する。シムズは偽者で彼らの仲間だったのである。
村の若い女性エマを人質にとって逃亡した4人を捕えるべく村から捜索隊が出されるが、その中に並々ならぬ執念を持った1人の男がいた。その男ジム・ダグラスは半年前、自分の留守中に4人組の暴漢に妻を殺されており、逃走した4人を犯人とみて、復讐を果たそうとしていたのである。
彼らを1人また1人と追い詰め、妻の復讐を果たしていくジムであったが、最後の1人となったルーファンをメキシコの家まで追い詰めたジムは意外な事実を知る。ジムがザッカリーたち4人組を妻の仇と確信していたのは逃亡中のザッカリーに殺された隣人のバトラーの証言を信じていたからなのだが、実はバトラーの証言は嘘で、ジムの妻を殺して金を奪ったのはバトラーだったのである。
村に戻ったジムは教会で神父に自分の勝手な思い込みで3人の男を殺してしまった罪について懺悔する。そして村人たちに英雄として讃えられたジムが幼い娘とかつての恋人ジョセファと3人で新たな生活を始めるであろうことを示唆して物語は終了する。

## キャスト
※括弧内は日本語吹替（初回放送1969年4月11日 TBSテレビ『金曜ロードショー』）
- ジム・ダグラス: グレゴリー・ペック（城達也） - 妻を殺された男。
- ジョセファ・ベラルデ: ジョーン・コリンズ（武藤礼子） - ジムのかつての恋人。5年ぶりに再会。
- ビル・ザッカリー: スティーヴン・ボイド（青野武） - 銀行強盗犯。
- エド・テイラー: アルバート・サルミ（緒方敏也） - ビルの相棒。
- アルフォンソ・パラル: リー・ヴァン・クリーフ（寺島幹夫） - ビルたちの仲間。混血。
- ルーファン: ヘンリー・シルヴァ（羽佐間道夫） - ビルたちの仲間。先住民。冷静な案内人。
- エマ・スタインメッツ: キャスリーン・ギャラント - 村の雑貨店の娘。
- トム: バリー・コー（英語版） - エマの恋人。
- ガス・スタインメッツ: ジョージ・ヴォスコヴェック（英語版） - エマの父親。雑貨店経営。
- バトラー: ジーン・エヴァンス（英語版） - ジムの隣人。
- エロイ・サンチェス保安官: ハーバート・ラドリー（千葉耕市）
- 偽者のシムズ: ジョー・デ・リタ（英語版）（滝口順平）
- 神父: アンドリュー・ダガン - ジムを古くからよく知る人物。
- プリモ副保安官: ケン・スコット

## 作品の評価

### 映画批評家によるレビュー
Rotten Tomatoesによれば、5件の評論の全てが高評価で、平均点は10点満点中8点となっている。

### 受賞歴
- 第30回ナショナル・ボード・オブ・レビュー賞 助演男優賞（アルバート・サルミ、『カラマゾフの兄弟』と共に、1958年）[4]